# Gelderse zandbij
De Gelderse zandbij (Andrena gelriae) is een vliesvleugelig insect uit de familie Andrenidae. De wetenschappelijke naam van de soort is voor het eerst geldig gepubliceerd in 1927 door van der Vecht.